# Exomalopsis pubescens
Exomalopsis pubescens är en biart som beskrevs av Cresson 1865. Exomalopsis pubescens ingår i släktet Exomalopsis och familjen långtungebin. Inga underarter finns listade i Catalogue of Life.